# Arnoldo Iguarán
Arnoldo Alberto Iguarán Zúñiga (Riohacha, 18 gennaio 1957) è un ex calciatore colombiano, di ruolo attaccante.
Ha giocato un mondiale con la Colombia, quello di Italia 1990, ed è il secondo marcatore della storia della sua nazionale con 25 reti.

## Carriera

### Club
Nel 1978 debutta con il Cúcuta Deportivo, squadra dove rimane per due anni; passato nel 1981 ai venezuelani del Deportivo Táchira, vi vince il campionato nazionale. Nel 1982 torna in Colombia, al Deportes Tolima, dove in una stagione segna 14 reti in 35 partite. Nel 1983 passa al Millonarios: vi rimane per ben 12 stagioni, fino all'età di 38 anni, vincendo con il club due titoli nazionali colombiani. Nel 1995 torna al club in cui aveva debuttato, il Cúcuta Deportivo, dove chiude la carriera a 40 anni.

### Nazionale
Con la nazionale colombiana ha giocato 68 partite, segnando venticinque reti e partecipando a quattro edizioni della Copa América, oltre che al campionato del mondo 1990.

## Palmarès

### Club
- Campionato colombiano: 2

Millonarios: 1987, 1988
- Campionato venezuelano: 1

Deportivo Tachira: 1981

### Individuale
- Capocannoniere della Copa América: 1

1987 (4 gol)
- Capocannoniere della Coppa Libertadores: 1

1988 (5 gol)
- Equipo Ideal de América: 1

1988